# Trupanea vitiosa
Trupanea vitiosa
 es una especie de insecto díptero que Foote describió científicamente por primera vez en el año 1989.
Esta especie pertenece al género Trupanea de la familia Tephritidae.